# Bembidion
Bembidion är ett släkte av skalbaggar som beskrevs av Pierre André Latreille 1802. Bembidion ingår i familjen jordlöpare.

## Bildgalleri

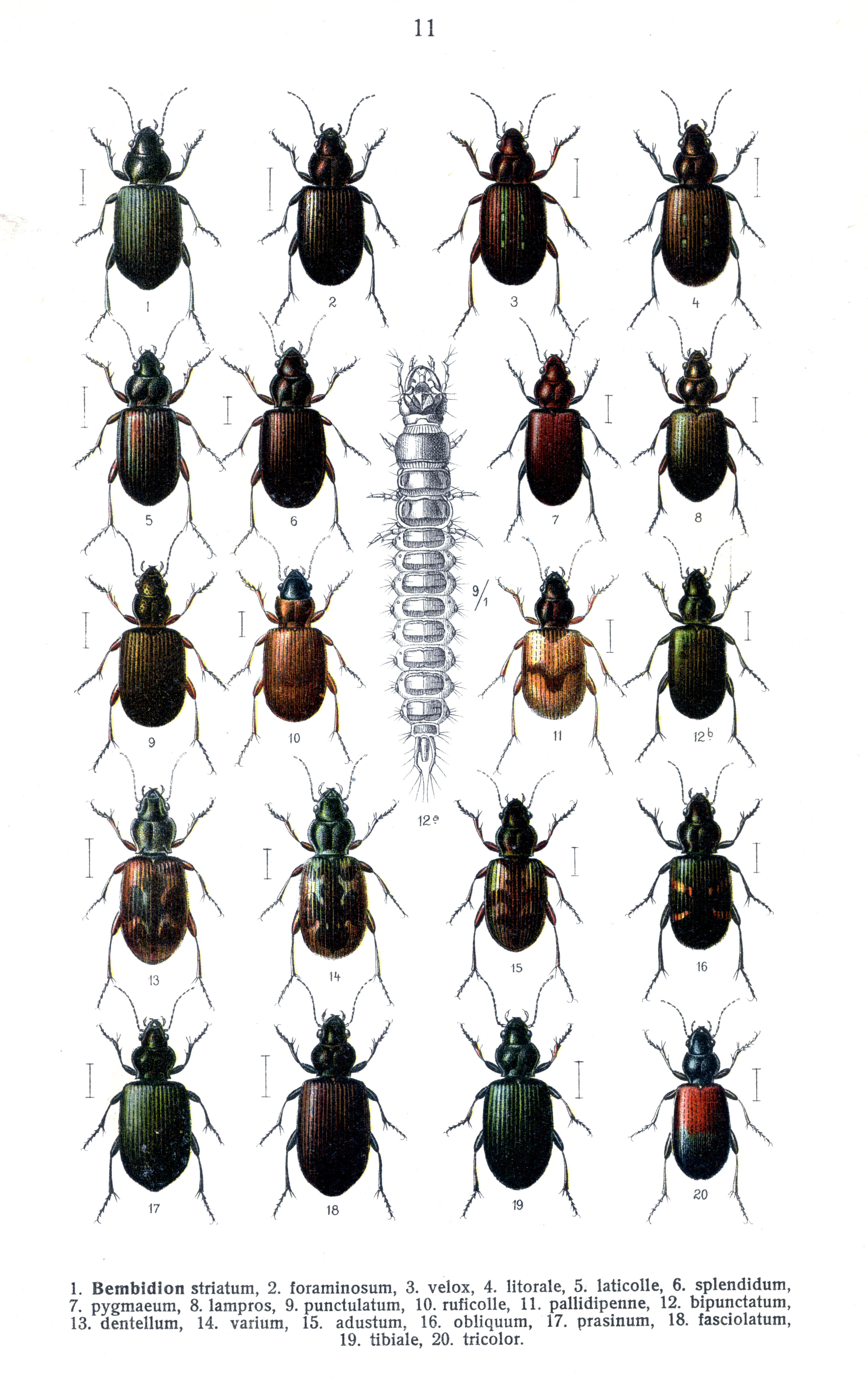
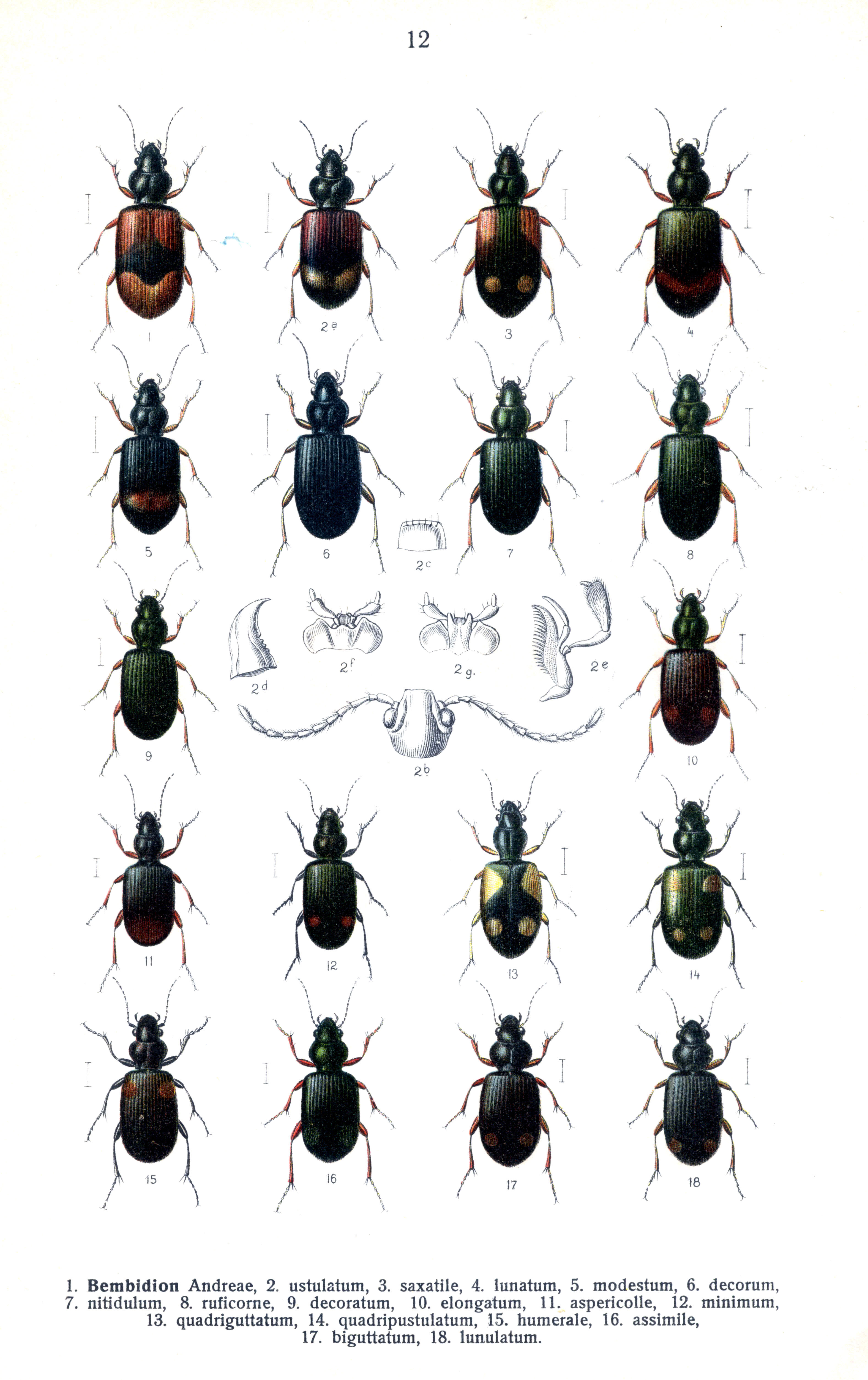
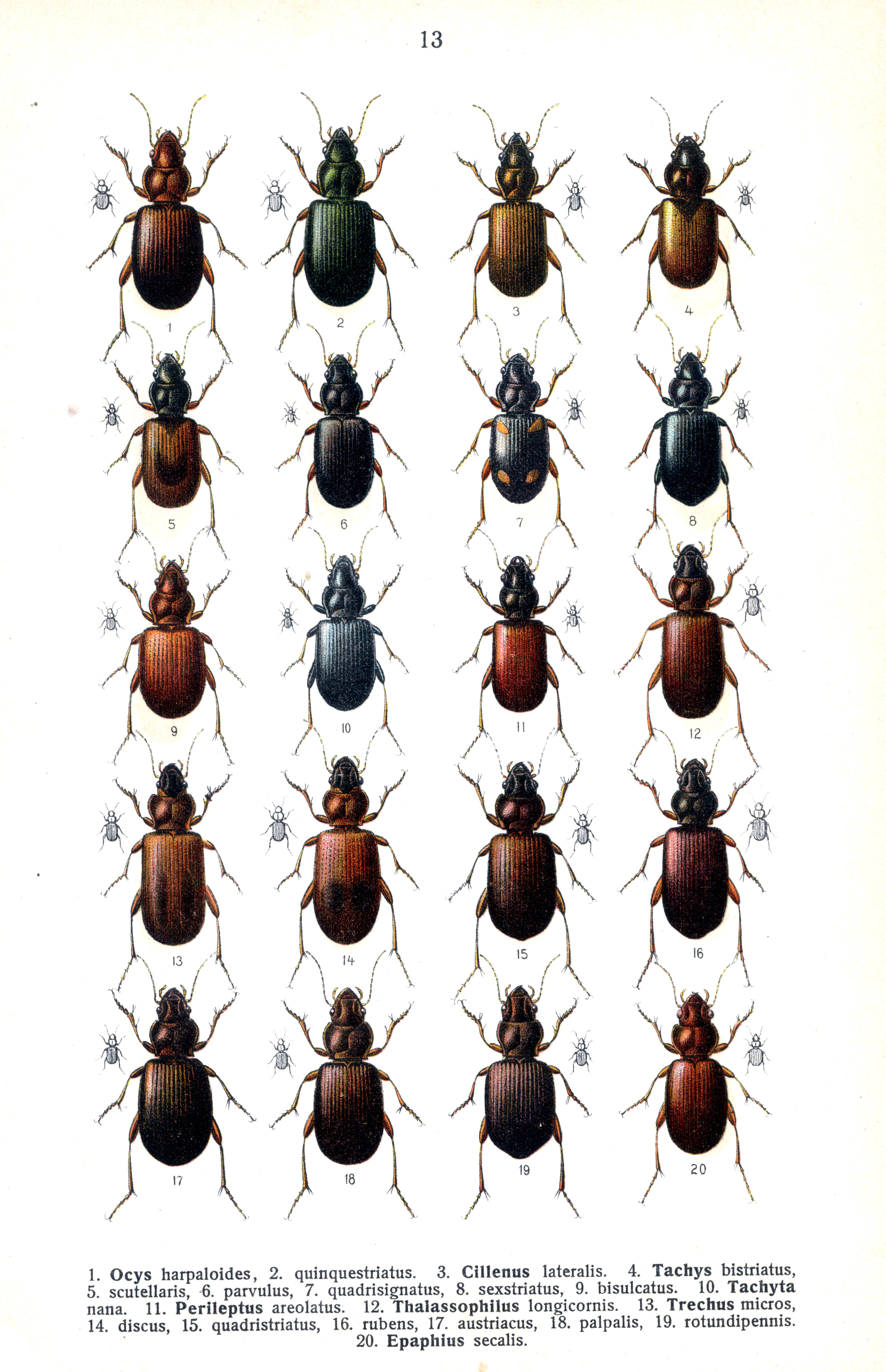
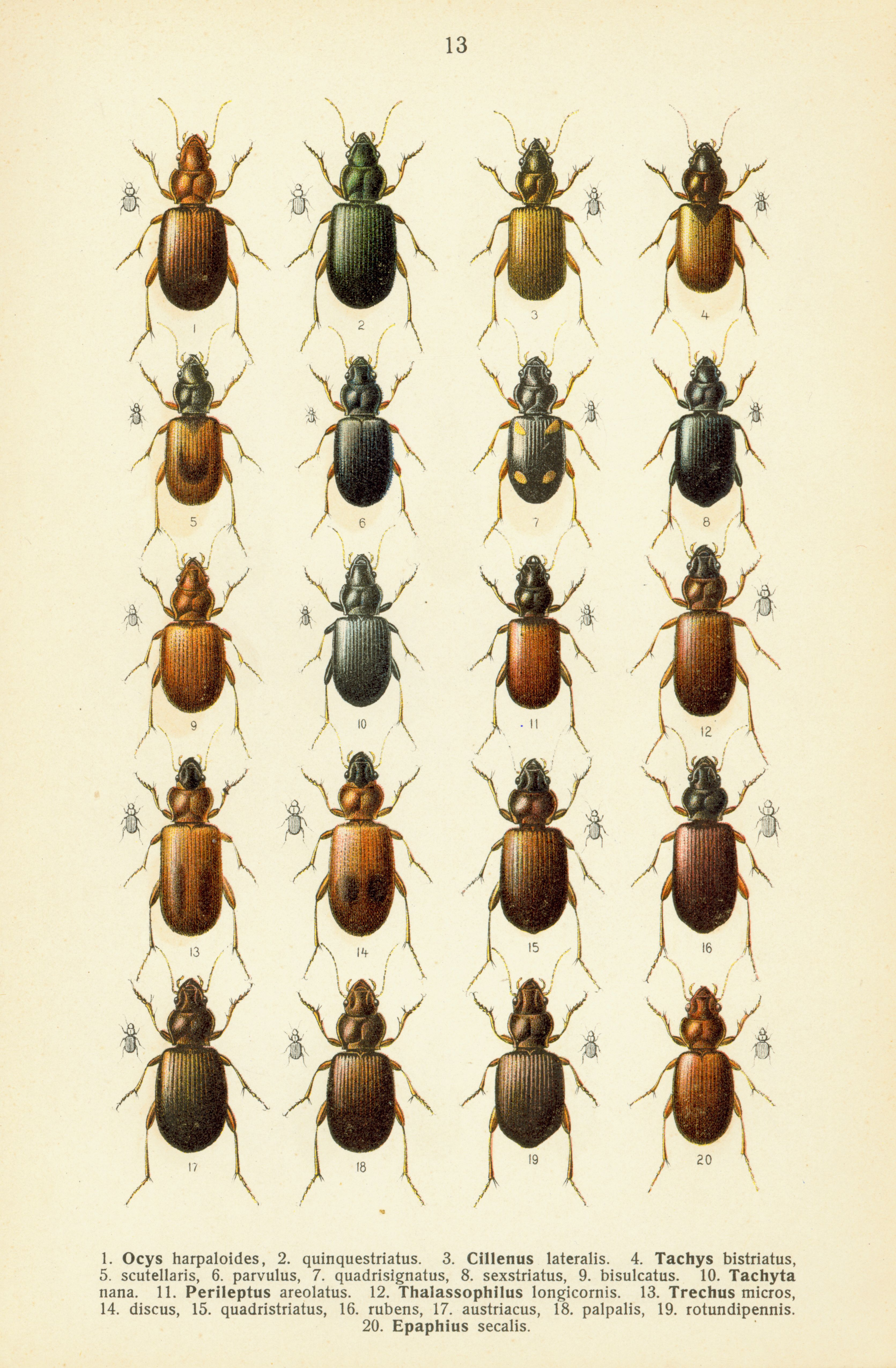
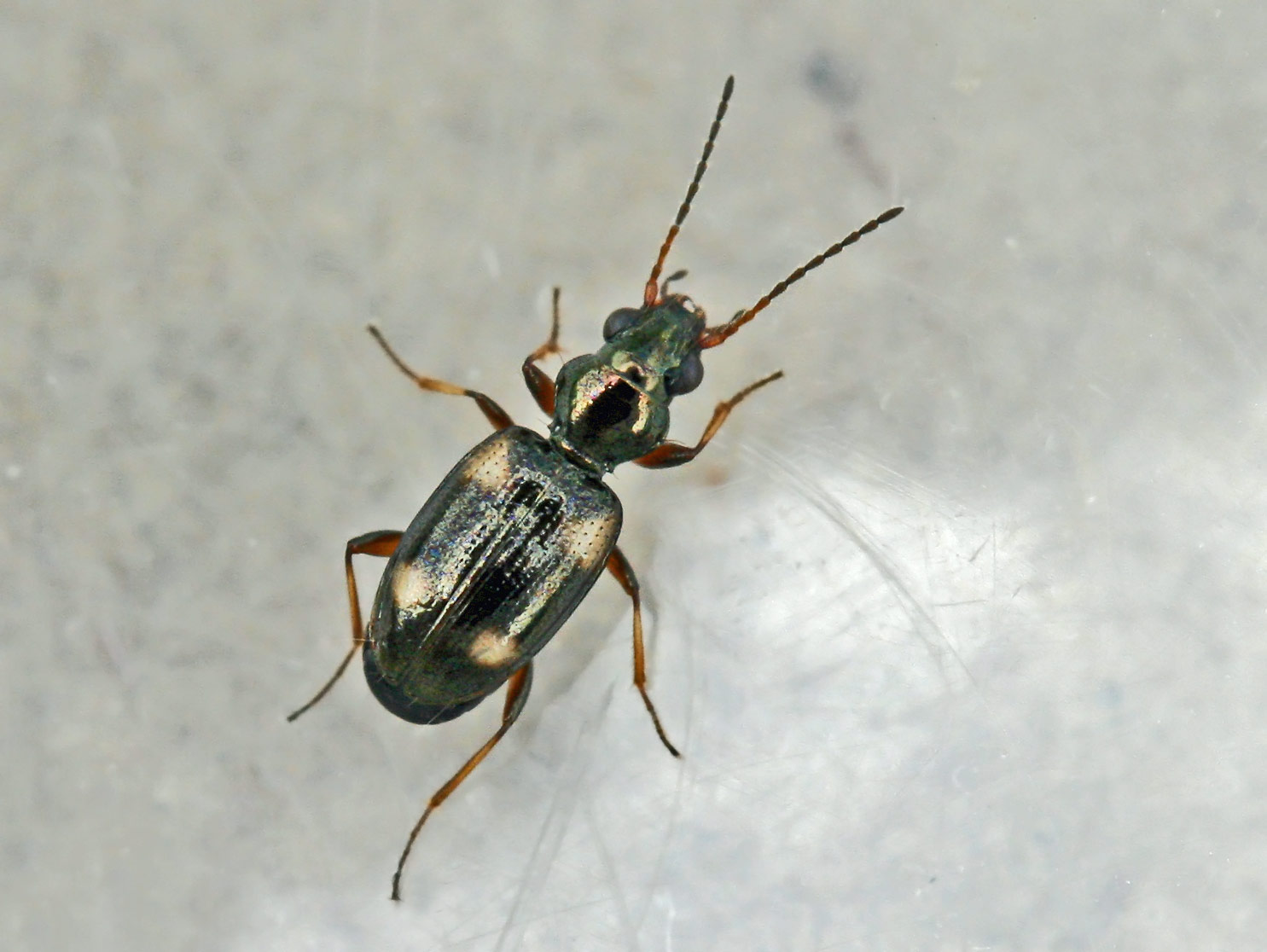

## Dottertaxa tillBembidion, i alfabetisk ordning[1][2]
- Bembidion acticola
- Bembidion acutifrons
- Bembidion acutosum
- Bembidion adductum
- Bembidion admirandum
- Bembidion advena
- Bembidion aegrotum
- Bembidion aeneicolle
- Bembidion aeneum
- Bembidion aenulum
- Bembidion affine
- Bembidion alaskense
- Bembidion alpineanum
- Bembidion americanum
- Bembidion amnicum
- Bembidion ampliceps
- Bembidion anguliferum
- Bembidion approximatum
- Bembidion aratum
- Bembidion arcticum
- Bembidion argenteolum
- Bembidion argutum
- Bembidion arizonae
- Bembidion articulatum
- Bembidion assensum
- Bembidion assimile
- Bembidion atomarium
- Bembidion atrocaeruleum
- Bembidion augurale
- Bembidion auratum
- Bembidion auxiliator
- Bembidion avidum
- Bembidion azurescens
- Bembidion badipenne
- Bembidion balli
- Bembidion basicorne
- Bembidion bifossulatum
- Bembidion biguttatum
- Bembidion bimaculatum
- Bembidion bipunctatum
- Bembidion bowditchi
- Bembidion brachythorax
- Bembidion brevistriatum
- Bembidion brumale
- Bembidion bruxellense
- Bembidion caeruleum
- Bembidion californicum
- Bembidion caliginosum
- Bembidion callens
- Bembidion callidum
- Bembidion canadianum
- Bembidion canonicum
- Bembidion carinatum
- Bembidion carinula
- Bembidion carolinense
- Bembidion castor
- Bembidion castum
- Bembidion cernens
- Bembidion chalceum
- Bembidion chaudoirii
- Bembidion civile
- Bembidion clarkii
- Bembidion clemens
- Bembidion coecus
- Bembidion coeruluscens
- Bembidion coloradense
- Bembidion colvillense
- Bembidion commotum
- Bembidion complanulum
- Bembidion compressum
- Bembidion concolor
- Bembidion concretum
- Bembidion confusum
- Bembidion connivens
- Bembidion consanguineum
- Bembidion consimile
- Bembidion conspersum
- Bembidion constricticolle
- Bembidion constrictum
- Bembidion consuetum
- Bembidion continens
- Bembidion contractum
- Bembidion convexulum
- Bembidion cordatum
- Bembidion corticarium
- Bembidion coxendix
- Bembidion crenulatum
- Bembidion cruciatum
- Bembidion darlingtoni
- Bembidion dauricum
- Bembidion debiliceps
- Bembidion debilicolle
- Bembidion decorum
- Bembidion definitum
- Bembidion dejectum
- Bembidion deletum
- Bembidion deligens
- Bembidion demissum
- Bembidion dentellum
- Bembidion denveranum
- Bembidion difficile
- Bembidion dilaticolle
- Bembidion dirisor
- Bembidion disjunctum
- Bembidion disparile
- Bembidion docile
- Bembidion doris
- Bembidion dorsale
- Bembidion dyschirinum
- Bembidion editum
- Bembidion effetum
- Bembidion efficiens
- Bembidion egens
- Bembidion ephippigerum
- Bembidion ephippium
- Bembidion erasum
- Bembidion evidens
- Bembidion expositum
- Bembidion extensum
- Bembidion falsum
- Bembidion farrarae
- Bembidion fellmanni
- Bembidion femoratum
- Bembidion festinans
- Bembidion flebile
- Bembidion forestriatum
- Bembidion formale
- Bembidion foveum
- Bembidion franciscanum
- Bembidion frontale
- Bembidion frugale
- Bembidion fuchsi
- Bembidion fugax
- Bembidion fugitans
- Bembidion fulgens
- Bembidion fumigatum
- Bembidion gebleri
- Bembidion gilae
- Bembidion gilvipes
- Bembidion gordoni
- Bembidion graciliforme
- Bembidion grandiceps
- Bembidion grandicolle
- Bembidion grapei
- Bembidion graphicum
- Bembidion grapii
- Bembidion gratiosum
- Bembidion gratuitum
- Bembidion guttula
- Bembidion hageni
- Bembidion haruspex
- Bembidion hasti
- Bembidion hastii
- Bembidion haustum
- Bembidion henshawi
- Bembidion hesperium
- Bembidion hirmocaelum
- Bembidion honestum
- Bembidion horni
- Bembidion humboldtense
- Bembidion humerale
- Bembidion hyperboraeorum
- Bembidion idonium
- Bembidion ignicola
- Bembidion illigeri
- Bembidion imbelle
- Bembidion immaturum
- Bembidion impotens
- Bembidion improvidens
- Bembidion incertum
- Bembidion incrematum
- Bembidion indistinctum
- Bembidion inequale
- Bembidion innocuum
- Bembidion inquietum
- Bembidion insulatum
- Bembidion integrum
- Bembidion intermedium
- Bembidion interventor
- Bembidion invidiosum
- Bembidion iricolor
- Bembidion iridescens
- Bembidion jacobianum
- Bembidion jucundum
- Bembidion kalumae
- Bembidion kauaiensis
- Bembidion kincaidi
- Bembidion kuprianovi
- Bembidion lachnophoroides
- Bembidion lacunarium
- Bembidion laevigatum
- Bembidion lampros
- Bembidion lapponicum
- Bembidion lassulum
- Bembidion latebricola
- Bembidion laterimaculatum
- Bembidion laxatum
- Bembidion lenae
- Bembidion levettei
- Bembidion litorale
- Bembidion lorquini
- Bembidion luculentum
- Bembidion lugubre
- Bembidion lunatum
- Bembidion lunulatum
- Bembidion mannerheimii
- Bembidion manningense
- Bembidion marinianum
- Bembidion maritimum
- Bembidion mckinleyi
- Bembidion mediocre
- Bembidion mimus
- Bembidion minax
- Bembidion minimum
- Bembidion modocianum
- Bembidion molokaiense
- Bembidion monticola
- Bembidion morulum
- Bembidion mundum
- Bembidion munroi
- Bembidion muscicola
- Bembidion mutatum
- Bembidion nebraskense
- Bembidion negligens
- Bembidion neresheimeri
- Bembidion nevadense
- Bembidion nigricorne
- Bembidion nigripes
- Bembidion nigrocoeruleum
- Bembidion nigrum
- Bembidion niloticum
- Bembidion nitidum
- Bembidion nogalesium
- Bembidion normannum
- Bembidion nubiculosum
- Bembidion nudipenne
- Bembidion oberthueri
- Bembidion obliquulum
- Bembidion obliquum
- Bembidion oblonguloides
- Bembidion oblongulum
- Bembidion obscurellum
- Bembidion obscuripenne
- Bembidion obscuromaculatum
- Bembidion obtusangulum
- Bembidion obtusidens
- Bembidion obtusum
- Bembidion occultator
- Bembidion occultum
- Bembidion octomaculatum
- Bembidion operosum
- Bembidion oppressum
- Bembidion oregonense
- Bembidion ornatellum
- Bembidion osculans
- Bembidion pacificum
- Bembidion pallidipenne
- Bembidion particeps
- Bembidion patruele
- Bembidion pedicellatum
- Bembidion perbrevicolle
- Bembidion perkinsi
- Bembidion pernotum
- Bembidion petrosum
- Bembidion pilatei
- Bembidion pimanum
- Bembidion placabile
- Bembidion placeranum
- Bembidion plagiatum
- Bembidion planatum
- Bembidion planiusculum
- Bembidion planum
- Bembidion platynoides
- Bembidion politum
- Bembidion poppii
- Bembidion portoricense
- Bembidion postremum
- Bembidion praecinctum
- Bembidion prasinum
- Bembidion praticola
- Bembidion procax
- Bembidion properans
- Bembidion prosperum
- Bembidion provanum
- Bembidion pseudocautum
- Bembidion pseudoerasum
- Bembidion punctatostriatum
- Bembidion punctulatum
- Bembidion purianum
- Bembidion pygmaeum
- Bembidion quadratulum
- Bembidion quadrifoveolatum
- Bembidion quadrimaculatum
- Bembidion quadripustulatum
- Bembidion quadrulum
- Bembidion rapidum
- Bembidion recticolle
- Bembidion relictum
- Bembidion remotum
- Bembidion renoanum
- Bembidion retectum
- Bembidion robusticolle
- Bembidion rolandi
- Bembidion roosvelti
- Bembidion rosslandicum
- Bembidion rubiginosum
- Bembidion rude
- Bembidion ruficolle
- Bembidion rufinum
- Bembidion rufortinctum
- Bembidion rupicola
- Bembidion rusticum
- Bembidion salebratum
- Bembidion salinarium
- Bembidion satelles
- Bembidion saxatile
- Bembidion scenicum
- Bembidion schuppelii
- Bembidion scintillans
- Bembidion scopulinum
- Bembidion scrutatum
- Bembidion scudderi
- Bembidion sculpturatum
- Bembidion sejunctum
- Bembidion semicinctum
- Bembidion semiopacum
- Bembidion semipunctatum
- Bembidion semistriatum
- Bembidion sequoiae
- Bembidion sierricola
- Bembidion simplex
- Bembidion siticum
- Bembidion smaragdinum
- Bembidion sordidulum
- Bembidion sordidum
- Bembidion sparsum
- Bembidion spectabile
- Bembidion stephensi
- Bembidion stillaguamish
- Bembidion striatum
- Bembidion striola
- Bembidion subaerarium
- Bembidion subangustatum
- Bembidion submaculatum
- Bembidion sulcipenne
- Bembidion temperans
- Bembidion tenax
- Bembidion tenellum
- Bembidion teres
- Bembidion testaceum
- Bembidion tetracolum
- Bembidion texanum
- Bembidion tibiale
- Bembidion tigrinum
- Bembidion timidum
- Bembidion tinctum
- Bembidion tractabile
- Bembidion transparens
- Bembidion transversale
- Bembidion trechiforme
- Bembidion tritum
- Bembidion triviale
- Bembidion ulkei
- Bembidion umbratum
- Bembidion umiatense
- Bembidion utahensis
- Bembidion vandykei
- Bembidion vapidum
- Bembidion variegatum
- Bembidion varium
- Bembidion velox
- Bembidion veridicum
- Bembidion vernula
- Bembidion versicolor
- Bembidion versutum
- Bembidion vespertinum
- Bembidion viator
- Bembidion vile
- Bembidion wingatei
- Bembidion vinnulum
- Bembidion virens
- Bembidion virgatulum
- Bembidion viridicolle
- Bembidion visticum
- Bembidion vividum
- Bembidion vulpecula
- Bembidion yukonum
- Bembidion zephyrum